# Samuel Nathanaël Seligman Wittersheim

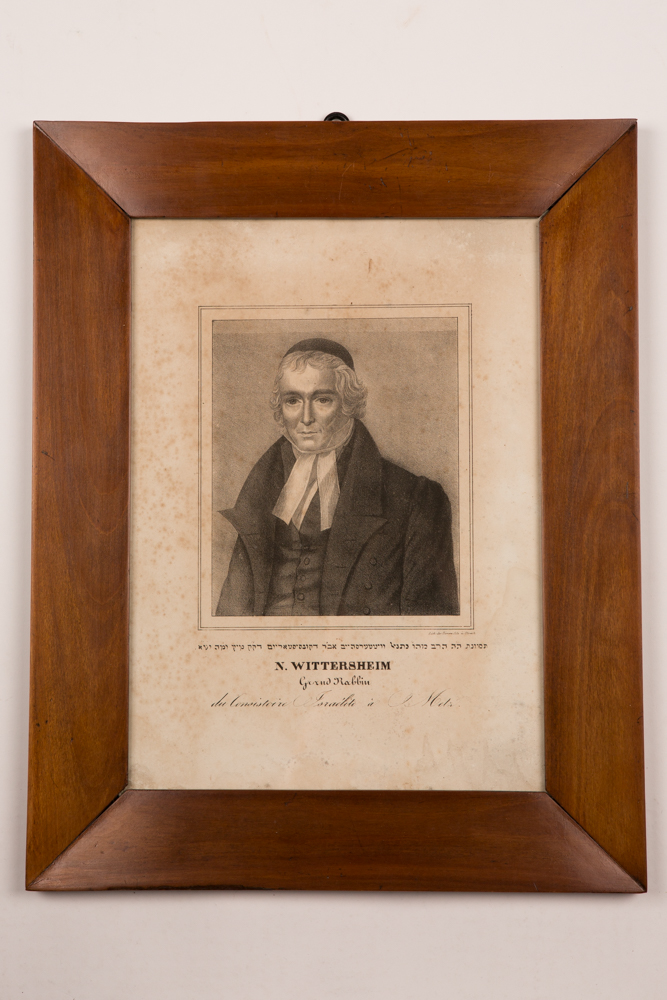
Porträt des Rabbiners Samuel Nathanaël Seligman Wittersheim aus dem 19. Jahrhundert, in der Sammlung des Jüdischen Museums der Schweiz.

Samuel Nathanaël Seligman Wittersheim (* 29. August 1760 in Metz, Frankreich; gestorben 29. November 1831) war ein Heereslieferant in Saverne und diente als Oberrabbiner von Metz von 1820 bis zu seinem Tod im Jahr 1831.

## Frühes Leben und Familie
Wittersheim wurde als Sohn von Salomon Seligman Samuel Wittersheim und Fromette Blien geboren. Am 12. April 1796 heiratete er Esther Estelle Mayer Marx, mit der die Kinder Aaron (auch bekannt als Arnould), Marx Lion, Alexis Nephtali, Mimi Pauline und Moïse Hirsch Maurice hatte.

## Berufliche und gesellschaftliche Aktivitäten
Wittersheim war nicht nur ein Rabbiner, sondern auch ein engagierter Bürger. Im Jahr 1804 fungierte er als Kassierer und Kommissar zur Abwicklung der Schulden der jüdischen Gemeinde im Elsass. Von 1806 bis 1807 war er Delegierter der Juden von Hagenau in der Versammlung der Notabeln und im Großen Sanhedrin.
Als er 1820 zum Großrabbiner von Metz gewählt wurde, setzte er sich besonders für die Förderung der Bildung ein. Auf seine Initiative hin wurde die alte Jeschiwa von Metz am 15. November 1820 unter dem Namen „Talmudische Schule“ wiedereröffnet. Im Jahr 1829 wurde sie zur Zentralen Rabbinerschule, die darauf abzielte, zukünftige französische Rabbiner auszubilden. Darüber hinaus ermöglichte er die Restaurierung des jüdischen Hospizes in Metz.

## Literarisches Erbe
Neben seinen religiösen und sozialen Verpflichtungen widmete sich Wittersheim auch der Literatur und verfasste Gedichte sowohl in Hebräisch als auch in Französisch für öffentliche Feierlichkeiten.
Das Erbe von Samuel Nathanaël Seligman Wittersheim als Geistlicher und Gemeindeleiter in Metz wird bis heute hochgeschätzt.